# Slovenská pospolitosť – Národná strana
Slovenská pospolitosť - Národná strana (SP-NS) byla ultranacionalistická politická strana působící na Slovensku v letech 2005–2006. Na Ministerstvu vnitra byla zaregistrována 18. ledna 2005. 1. března 2006 Nejvyšší soud Slovenské republiky rozpustil tuto stranu, protože její politická činnost byla v rozporu s Ústavou SR. V současnosti působí ve formě občanského sdružení pod názvem Slovenská pospolitosť. Je to historicky první případ, kdy nejvyšší soud rozpustil politickou stranu na Slovensku.
Strana byla mainstreamovými médii označována za extrémně radikální. Oslavuje válečný Slovenský stát.

## Politika SP-NS
Hlavním cílem SP-NS bylo podle jejich slov "budovat nový Slovenský stavovský stát na národním, křesťanském a sociálním principu, vystoupení Slovenské republiky ze Severoatlantické aliance (NATO) a prohlášení vojenské neutrality, ... úzká spolupráce se slovanskými státy a vystoupení Slovenské republiky z Mezinárodního měnového fondu a jiných organizací, které ničí slovenský národ a stát. ".
Strana se zviditelnila svými veřejnými vystoupeními v oblecích připomínajících uniformy Hlinkovy gardy. Během několika vystoupení řečníci odsoudili SNP jako "'protislovenský bolševický puč a mezinárodní akci zrádců". Kritizovali parlamentní demokracii a používali hesla o "cikánských příživnících a parazitech", "maďarských nacionalistech" či "sionistické lobby".
Stoupenci během projevů často skandovali hesla jako "Slovensko si nedáme!", "Sláva Tisovi!" Nebo "Ať žije vůdce!". Část občanských aktivistů požadovala zákaz této strany, který se nakonec uskutečnil. Počet aktivních příznivců byl odhadovaný na maximálně 100.
Strana měla podle tvrzení členů místní organizace ve dvanácti městech na Slovensku a spolupracovala s několika podobnými organizacemi doma i v zahraničí. Spolu s občanským sdružením Nové svobodné Slovensko vydávala politicko-společenský měsíčník Hlas národní stráže.

## Slovenská pospolitosť
Slovenská pospolitosť působila jako občanské sdružení od roku 1995. 12. listopadu 2008 rozhodlo Ministerstvo vnitra o rozpuštění tohoto extrémního nacionalistického občanského sdružení, neboť, jak je uvedeno v rozhodnutí MV SK: "Sdružení vyvíjením činnosti rozněcuje nenávist a nesnášenlivost z národnostních, rasových, náboženských a politických důvodů, čímž sleduje dosahování svých cílů způsoby, které jsou v rozporu s Ústavou Slovenské republiky a zákony "

## Vůdcové
Bývalý vůdce Marian Kotleba byl učitelem informatiky na gymnáziu v Banské Bystrici. Po protestech veřejnosti vůči tomu, aby politický extremista učil děti, se s ředitelem gymnázia dohodl na změně zařazení a stal se správcem školní počítačové sítě. 14. března 2009 byl policií zajištěn a předveden k výslechu kvůli propagaci fašismu a hesel používaných za Slovenského státu.

## Spolupráce se zahraničními organizacemi a stranami
- Noua Dreaptă
- Dělnická strana
- Nationaldemokratische Partei Deutschlands